# Авен-сюр-Эльп-Сюд
Аве́н-сюр-Эльп-Сюд (фр. d'Avesnes-sur-Helpe-Sud) — упраздненный кантон во Франции, находился в регионе Нор — Па-де-Кале, департамент Нор. Входил в состав округа Авен-сюр-Эльп. Упразднен в результате реформы 2015 года.
В состав кантона входили коммуны (население по данным Национального института статистики за 2011 г.):
- Авенель (2 486 чел.)
- Авен-сюр-Эльп (4 995 чел.)
- Борепер-сюр-Самбр (258 чел.)
- Булонь-сюр-Эльп (325 чел.)
- Гран-Феи (520 чел.)
- Картини (1 251 чел.)
- Ларуи (268 чел.)
- Марбе (475 чел.)
- О-Льё (391 чел.)
- Пети-Феи (296 чел.)
- Ренсар (207 чел.)
- Сен-дю-Нор (3 000 чел.)
- Флуайон (505 чел.)
- Этрёэнг (1 399 чел.)

## Экономика
Структура занятости населения (без учета коммуны Авен-сюр-Эльп):
- сельское хозяйство — 13,1 %
- промышленность — 16,5 %
- строительство — 6,4 %
- торговля, транспорт и сфера услуг — 29,8 %
- государственные и муниципальные службы — 34,1 %

Уровень безработицы (2009 год) — 13,8 % (Франция в целом — 11,7 %, департамент Нор — 15,1 %). 

Среднегодовой доход на 1 человека, евро (2009 год) — 18 141 (Франция в целом — 23 330, департамент Нор — 20 786).

## Политика
На президентских выборах 2012 г. жители кантона отдали Николя Саркози в 1-м туре 28,5 % голосов против 24,0 % у Марин Ле Пен и 23,7 % у Франсуа Олланда, во 2-м туре в кантоне победил Саркози, получивший 53,2 % голосов (2007 г. 1 тур: Саркози - 26,8 %, Сеголен Руаяль — 20,3 %; 2 тур: Саркози — 59,4 %). На выборах в Национальное собрание в 2012 г. по 12-му избирательному округу департамента Нор они поддержали кандидата Социалистической партии Кристиана Батая, набравшего 30,4 % голосов в 1-м туре и 52,5 % — во 2-м туре. (2007 г. 24-й округ. Ален Пуар (СНД): 1-й тур — 48,5 %, 2-й тур — 55,1 %). Региональные выборы 2010 года показали рост популярности левых: в 1-м туре социалисты с 23,0 % незначительно обошли список «правых» во главе с СНД (21,3 %), а во 2-м туре единый «левый список» с участием социалистов, коммунистов и «зелёных» во главе с Президентом регионального совета Нор-Па-де-Кале Даниэлем Першероном получил 40,1 % голосов, «правый» список во главе с сенатором Валери Летар занял второе место с 32,6 %, а Национальный фронт Марин Ле Пен с 27,3 % финишировал третьим.
|  | Кандидат     | Партия                       | % голосов |
|  | ------------ | ---------------------------- | --------- |
|  | Жан-Жак Ансо | Прочие правые / Прочие левые | 60,59     |
|  | Кати Мене    | Социалистическая партия      | 25,45     |
|  | Лорен Пеан   | Коммунистическая партия      | 13,96     |